# Русские в Приамурье
Русские в Приамурье — освоение и заселение русскими левобережного бассейна реки Амур.
Исторический процесс территориально-политической экспансии русских с целью освоения и присоединения Сибири и Дальнего Востока к Русскому государству начался с 1580-х годов, с похода Ермака против Сибирского ханства. Ещё ранее, до похода, в Восточную Сибирь стали проникать русские промысловики с образованием факторий.

## Первый этап освоения
В Приамурье русские появились в середине XVII века. В основном это были казаки — свободные люди. Освоение территорий началось с севера в ходе первых казачьих экспедиций во главе с И. Ю. Москвитиным (1639), В. Д. Поярковым (1643—1646), С. А. Шелковником (1647), Е. П. Хабаровым (1649—1653), А. Ф. Пашковым (1650). Во время освоения Приамурья русские строили, обычно в устьях рек, оборонительные сооружения: зимовья — избы с боевой надстройкой, соединённые стенами, образующие двор и острог, — поселения, укреплённые тыновыми стенами и башнями, дополненные рвом и валом, которые сооружались временно, до постройки более мощных укреплений — городов. Остроги быстро становились военно-административными и хозяйственными центрами жизни русских, куда свозилась меховая дань с объясаченных аборигенных племён и собиралась пошлина с добывавших и скупавших меха́ торговцев.
Вслед за отрядами казаков началась крестьянская колонизация Приамурья. Крестьяне без разрешения правительства расселялись на свободных землях, строили заимки и деревни, распахивали пашню, начинали заниматься промыслами. В результате Никоновской церковной реформы (1650—1660) произошёл раскол Русской церкви и большие группы верующих — старообрядцев, спасаясь от преследований, бежали на окраинные сибирские и дальневосточные земли, а многие были сосланы в так называемые «Дауры». Это тоже увеличивало поток переселенцев в Приамурье. Переселение сопровождалось конфликтами с аборигенными коренными народами с применением жестоких силовых решений руководством русских отрядов. Русским не удалось наладить взаимовыгодное сотрудничество с местным населением, приведя их мирными способами к подданству. Укоренению русских на новых землях препятствовали также враждебные отношения с маньчжурскими войсками империи Цин (Китаем). В результате военного Албазинского конфликта в 1689 году был подписан Нерчинский первый мирный пограничный договор между Русским царством и Империей Цин. На этом закончился первый этап освоения Дальнего Востока и на долгое время остановилось продвижение русских по Амуру. В XVII веке русская колонизация Приамурья не была завершена.

## Новый этап освоения
Качественно новый этап освоения Приамурья начался с середины XIX века. В результате Охотско-Приамурской экспедиции А. Д. Миддендорфа 1844 года, было проведено первое исследование Амурско-Зейской равнины, открыто крупнейшее Буреинское угольное месторождение и получена информация о том, что Приамурье частично заселённый край и восточнее реки Горбицы (левый приток Амура, ныне Амазар) русско-китайской границы не существует и местное население не находится в подчинении у китайских властей. В 1847 году император Николай I назначил генерал-губернатором Сибири Н. Н. Муравьёва, который сыграл решающую роль в «Амурском вопросе». Активное заселение территорий Приамурья крестьянами началось с 1855 года. Первыми основанными сёлами были: Иркутское, Богородское, Михайловское, Ново-Михайловское и Сергеевское. Летом 1857 года по левобережью Амура было основано 15 казачьих слобод: Игнашино, Албазино, Бейтоново, Иннокентьевское, Пашково, Корсаково, Казакевичево и др., в которых проживало около 2000 человек. 16 мая 1858 года в городе Айгуне между Россией и Китаем был заключён договор, определивший границу двух государств по Амуру — от реки Аргуни до Тихого океана. В том же году казаки в Приамурье основали 35 новых поселений. 8 декабря 1858 года указом императора Александра II была образована Амурская область с центром в Благовещенске. Первым генерал-губернатором Амурской области был назначен Н. В. Буссе. 29 декабря 1858 года указом был сформирован Амурский казачий полк в составе пешего и конного батальонов. В конце 1850-х начале 1860-х переселенческая волна носила в основном крестьянский характер. В 1859 году выходцы из Астраханской, Таврической и Самарской губерний основали три населённых пункта: Новоастраханское, Черемховское, Белогорье. В следующем году численность приамурского крестьянства пополнилась переселенцами из Забайкальской области, Енисейской и Полтавской губерний. Летом 1862 года прибыли первые переселенцы-добровольцы из Полтавской, Орловской, Тамбовской и Воронежской губерний; они основали четыре поселения: Воскресенское, Никольское, Александровское, Высокое. Процесс переселения крестьянства усилился после отмены крепостного права. С 1859 по 1908 год по государственной программе переселения в Приамурье прибыло почти 75 000 человек.

## Послереволюционный (1917) период
Послереволюционное время насчитывает следующие основные этапы переселения: период с 1922 по 1941 год (по данным переписи 1923 года, в Амурской области было 240 000 русских); 1945—1974 гг. — послевоенное переселение (по данным переписи 1979 года, в области проживало 831 062 русских); следующий этап связан со строительством Байкало-Амурской магистрали (к 1989 году количество русских в Амурской области увеличилось до 911 969 человек, что составило 86,8 %).